# Lijst van beschermd erfgoed in Ham-sur-Heure-Nalinnes
Onderstaande tabel geeft een overzicht van de beschermde erfgoederen in de gemeente Ham-sur-Heure-Nalinnes. Het beschermd erfgoed maakt onderdeel uit van het cultureel erfgoed in België.
| Object                                             | Bouwjaar/architect | Deelgemeente    | Adres                | Coördinaten                   | Nummer?                | Afbeelding                                  |
| -------------------------------------------------- | ------------------ | --------------- | -------------------- | ----------------------------- | ---------------------- | ------------------------------------------- |
| Kasteel van Ham-sur-Heure (M)                      |                    | Ham-sur-Heure   | Chemin d'Oulte-Heure | 50° 19' 18" NB, 4° 23' 33" OL | 56086-CLT-0001-01 Info | Kasteel van Ham-sur-Heure (M)               |
| Sint-Rochuskapel (M)                               | 1638               | Ham-sur-Heure   | Rue Saint-Roch       | 50° 19' 18" NB, 4° 23' 16" OL | 56086-CLT-0003-01 Info | Sint-Rochuskapel (M)                        |
| Parochiekerk Onze-Lieve-Vrouw Visitatie (M)        |                    | Nalinnes        |                      | 50° 19' 29" NB, 4° 26' 42" OL | 56086-CLT-0004-01 Info | Parochiekerk Onze-Lieve-Vrouw Visitatie (M) |
| Drève de la Ferrée (S)                             |                    | Nalinnes        |                      | 50° 20' 44" NB, 4° 27' 21" OL | 56086-CLT-0005-01 Info | Drève de la Ferrée (S)                      |
| Versterkt huis (M)                                 |                    | Nalinnes        | Place du Centre 14   | 50° 19' 28" NB, 4° 26' 42" OL | 56086-CLT-0006-01 Info | Versterkt huis (M)                          |
| Bos de la Ferrée (S)                               |                    | Nalinnes        |                      | 50° 21' 18" NB, 4° 27' 48" OL | 56086-CLT-0007-01 Info |                                             |
| 17e-eeuwse toren van het kasteel de la Pasture (M) |                    | Marbaix-la-Tour | Chemin Sainte-Barbe  | 50° 19' 52" NB, 4° 22' 34" OL | 56086-CLT-0008-01 Info |                                             |